# Cazaugitat
Cazaugitat is een gemeente in het Franse departement Gironde (regio Nouvelle-Aquitaine) en telt 249 inwoners (2004). De plaats maakt deel uit van het arrondissement Langon.

## Geografie
De oppervlakte van Cazaugitat bedraagt 14,1 km², de bevolkingsdichtheid is 17,7 inwoners per km².
De onderstaande kaart toont de ligging van Cazaugitat met de belangrijkste infrastructuur en aangrenzende gemeenten.

## Demografie
Onderstaande figuur toont het verloop van het inwonertal (bron: INSEE-tellingen).